# Morane-Saulnier Type N
Il Morane-Saulnier Type N, la cui denominazione ufficiale era Morane-Saulnier MoS.6 (Type N era usato per indicare la variante base), fu un aereo da caccia monomotore, monoposto e monoplano ad ala media, sviluppato dall'azienda aeronautica francese Morane-Saulnier nei primi anni dieci del XX secolo.
Venne utilizzato durante la prima parte della prima guerra mondiale nei reparti di prima linea delle aeronautiche militari di Francia, Impero Russo e Regno Unito, per terminare la sua vita operativa nella Repubblica Popolare Ucraina dopo il termine del conflitto.

## Storia del progetto
Il velivolo aveva un design aerodinamico molto avanzato e un aspetto gradevole. Era armato con un mitragliatrice che poteva essere una Vickers calibro 7,7 mm oppure una Hotchkiss Mle 1914 da 7,9 mm. Sulla parte interna delle pale dell'elica erano stati montati dei deflettori corazzati che permettevano, in assenza di un meccanismo di sincronizzazione, di fare fuoco attraverso il disco dell'elica stessa senza il pericolo di dilaniare le pale.
Il Type N però si dimostrò difficile da pilotare sia per la sua alta velocità di atterraggio che per la mancanza di alettoni che rendevano difficili le virate che venivano effettuate, tecnologia comune nei primi aeroplani, attraverso la torsione dell'intera ala (svergolamento alare). Alla fine ne furono costruiti solo quarantanove e in breve tempo, a causa del rapido sviluppo della tecnologia aeronautica, il velivolo era già considerato obsoleto.

## Impiego operativo
Il Type N entrò in servizio nei reparti dell'Aéronautique Militaire, l'allora componente aerea dell'Armée de terre (esercito francese), nel 1915 con la designazione di MS.5C.1.
Con questo velivolo furono equipaggiati anche quattro Squadron del Royal Flying Corps e la 19ª squadriglia del Servizio aereo russo. Nel Royal Flying Corps era denominato Bullet. 
L'asso Jean Navarre vi ottiene una vittoria il 26 ottobre 1915 e l'asso dell'aviazione Eustace Osborne Grenfell ottiene con questo velivolo 5 vittorie dal 7 dicembre 1915 al 17 gennaio 1916.
Al termine del conflitto almeno tre esemplari vennero utilizzati dalle forze armate della Repubblica Popolare Ucraina durante la guerra ucraino-sovietica.

## Varianti
MoS.6 Type I
Fu un modello a tiratura limitata direttamente derivato dal Type N. Era dotato di un motore rotativo Le Rhône 9C da 110 CV (82 KW) e di una mitragliatrice Vickers da 7,7 mm con dispositivo per l'interruzione di sparo. Il motore più potente rispetto alla versione base gli permetteva di raggiungere i 165 km/h.
MoS.6 Type V
Fu una miglioria del Type I e fu prodotto in un numero limitato di esemplari. Era dotato dello stesso armamento e apparato propulsivo ed aveva abbastanza carburante da garantire tre ore di autonomia. L'ala aveva un'apertura maggiore (8,30 m), la coda modificata e la parte inferiore della fusoliera più massiccia.

## Utilizzatori
Francia
- Aéronautique Militaire

 Regno Unito
- Royal Flying Corps

 Russia
- Imperatorskij voenno-vozdušnyj flot

 Ucraina
- Viys'kovo-Povitriani Syly Ukrayiny

operò con 3 esemplari.

## Il Morane-Saulnier Type N nella cultura di massa

### Letteratura
Il Type-N è citato come velivolo del personaggio Emile Fauchard nel romanzo La città perduta scritto da Clive Cussler.

## Velivoli comparabili
Germania
- Fokker Eindecker

### Riviste
- (EN) J.M. Bruce, The Bullets and the Guns, in Air Enthusiast, Bromley, Kent, Pilot Press, Issue Nine, February-May 1979,  pp. 61-75, ISBN 0-356-03779-7.